# VfL Wolfsburg (piłka nożna kobiet)
VfL Wolfsburg – kobieca sekcja klubu piłkarskiego VfL Wolfsburg z Wolfsburga, w Niemczech. Zespół powstał w 2003 roku, choć kontynuuje tradycje poprzednich drużyn kobiecych w Wolfsburgu. Piłkarki rozgrywały do 2014 roku spotkania na obiekcie VfL Stadion, zaś od 2015 roku na AOK Stadion. Zespół czterokrotnie zwyciężył w rozgrywkach Bundesligi, pięciokrotnie zdobył Puchar Niemiec oraz dwukrotnie triumfował w Lidze Mistrzyń.
W 1973 roku została założona kobieca sekcja klubu VfR Eintracht Wolfsburg. W 1984 roku drużyna ta osiągnęła pierwszy większy sukces, dochodząc do finału Pucharu Niemiec. Od 1990 roku zespół występował w nowo utworzonej Bundeslidze. Rozgrywki prowadzone były wtedy w dwóch grupach, północnej i południowej. Po sezonie 1996/1997 połączono obie grupy, a drużynie piłkarek nie udało się wywalczyć miejsca dającego grę w Bundeslidze w przyszłym sezonie i zespół spadł do niższej ligi. Drużynie zagroziło bankructwo, w związku z czym została przeniesiona do klubu WSV Wendschott, jakkolwiek rywalizowała dalej – odtąd pod nazwą WSV Wolfsburg. Już po roku gry piłkarki wywalczyły awans i powróciły do najwyższej klasy rozgrywkowej. W 2003 roku drużynę przejął VfL Wolfsburg i odtąd jest ona sekcją tego klubu. W sezonie 2004/2005 zespół spadł do II ligi, by po roku ponownie powrócić w szeregi Bundesligi. W sezonie 2011/2012 klub po raz pierwszy w historii sięgnął po wicemistrzostwo Niemiec, a rok później po mistrzostwo kraju. W tym samym sezonie drużyna po raz pierwszy w historii wywalczyła także Puchar Niemiec, a w swym debiucie w Lidze Mistrzów również zdobyła to trofeum, pokonując w finale na Stamford Bridge obrońcę tytułu, Olympique Lyon 1:0.
W kolejnym sezonie klub obronił tytuł mistrza Niemiec. W ostatniej kolejce wyprzedzając w tabeli FFC Frankfurt. W tym sezonie ligowym na stadionie kibice zespołu ustanowili dwa rekordy frekwencji Bundesligi. Podczas 11 spotkań zasiadło 32261 widzów, czyli 2933 kibiców na mecz, zaś decydujący mecz o mistrzostwie z Frankfurtem obejrzało rekordowe 12464 osób. Ponadto po emocjonującym finale Ligi Mistrzyń na stadionie Estádio do Restelo zespół obronił trofeum. Wygrywając nad szwedzkim Tyreso FF 4:3. Klub z Wolfsburga po pierwszej połowie przegrywał ze szwedzką drużyną 0:2, jednak po przerwie zdobył cztery bramki, tracąc przy tym jedną.
Barwy Wolfsburga reprezentowały: Ewa Pajor (od 2015 do 2024) oraz Katarzyna Kiedrzynek (od 2020 do 2023). W rezerwach klubu grała także Polka – Agata Tarczyńska.

## Sukcesy

### Trofea międzynarodowe
- Liga Mistrzyń UEFA:
  - zdobywca (2):  2012/13, 2013/14
  - finalista (4): 2015/16, 2017/18, 2019/20, 2022/23

### Trofea krajowe
- Bundesliga:
  - mistrz (4): 2012/13, 2013/14, 2016/17, 2017/18
  - wicemistrz (6): 2011/12, 2014/15, 2015/16, 2020/21, 2022/23, 2023/24
- Puchar Niemiec:
  - zdobywca (11): 2012/13, 2014/15, 2015/16, 2016/17, 2017/18, 2018/19, 2019/20, 2020/21, 2021/22, 2022/23, 2023/24

## Obecny skład
Stan na 27 lipca 2022
| Nr | Poz. | Piłkarz           |
| -- | ---- | ----------------- |
| 1  | BR   | Merle Frohms      |
| 2  | OB   | Lynn Wilms        |
| 3  | OB   | Sara Agrez        |
| 4  | OB   | Kathrin Hendrich  |
| 5  | PO   | Lena Oberdorf     |
| 6  | OB   | Dominique Janssen |
| 7  | NA   | Pauline Bremer    |
| 8  | PO   | Lena Lattwein     |
| 9  | NA   | Ewa Pajor         |
| 10 | PO   | Svenja Huth       |
| 11 | NA   | Alexandra Popp    |
| 12 | BR   | Julia Kassen      |
| 13 | OB   | Felicitas Rauch   |

| Nr | Poz. | Piłkarz                  |
| -- | ---- | ------------------------ |
| 14 | PO   | Jill Roord               |
| 16 | PO   | Sandra Starke            |
| 17 | PO   | Kristin Demann           |
| 20 | PO   | Pia-Sophie Wolter        |
| 21 | NA   | Rebecka Blomqvist        |
| 23 | PO   | Sveindís Jane Jónsdóttir |
| 24 | OB   | Joelle Wedemeyer         |
| 28 | NA   | Tabea Waßmuth            |
| 29 | PO   | Jule Brand               |
| 30 | BR   | Lisa Weiß                |
| 31 | OB   | Marina Hegering          |
| 77 | BR   | Katarzyna Kiedrzynek     |